# Nicoll Scrub National Park
Nicoll Scrub National Park är en park i Australien. Den ligger i delstaten Queensland, omkring 89 kilometer sydost om delstatshuvudstaden Brisbane. Nicoll Scrub National Park ligger 69 meter över havet. Arean är 26,9 kvadratkilometer.
Runt Nicoll Scrub National Park är det ganska glesbefolkat, med 24 invånare per kvadratkilometer.. Närmaste större samhälle är Tweed Heads, omkring 12 kilometer öster om Nicoll Scrub National Park.
I omgivningarna runt Nicoll Scrub National Park växer i huvudsak städsegrön lövskog. Genomsnittlig årsnederbörd är 1 801 millimeter. Den regnigaste månaden är januari, med i genomsnitt 320 mm nederbörd, och den torraste är oktober, med 41 mm nederbörd.